# Аминоацил-тРНК-синтетаза
Аминоацил-тРНК-синтетаза (АРСаза, кодаза) — фермент (синтетаза), катализирующий образование аминоацил-тРНК в реакции этерификации определённой аминокислоты с соответствующей ей молекулой тРНК. Для каждой протеиногенной аминокислоты существует по меньшей мере одна аминоацил-тРНК-синтетаза.

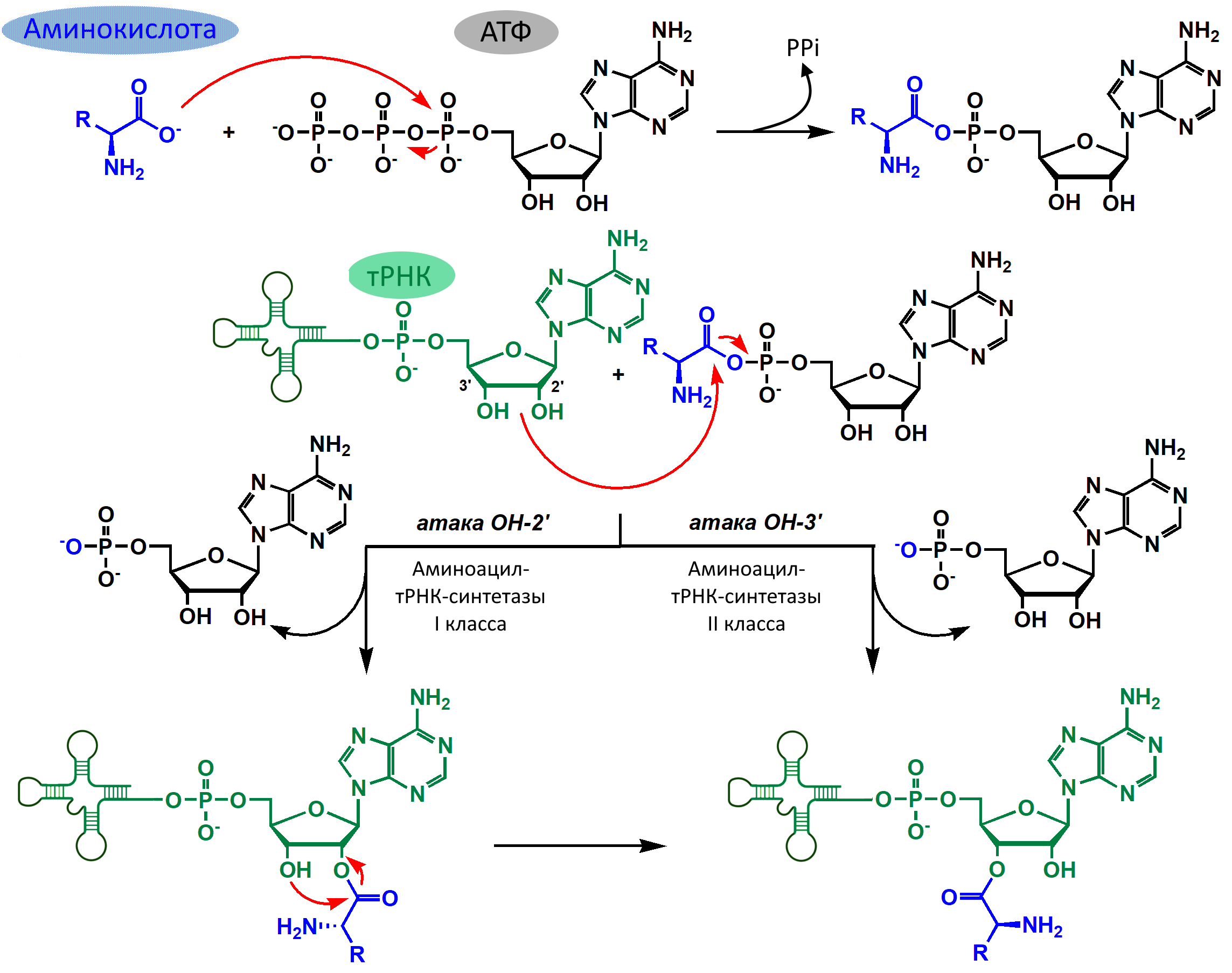
Механизм реакции. Аминоацилирование тРНК аминоацил-тРНК-синтетазами

АРСазы обеспечивают соответствие нуклеотидным триплетам генетического кода (антикодону тРНК) встраиваемых в белок аминокислот и, таким образом, обеспечивают правильность происходящего в дальнейшем считывания генетической информации с мРНК при синтезе белков на рибосомах.

## Аминоацилирование
1. аминокислота + АТФ → аминоацил-АМФ + PPi — АТФ активирует аминокислоту
2. аминоацил-AМФ + тРНК → аминоацил-тРНК + АМФ — активированная аминокислота соединяется с соответствующей тРНК

Суммарное уравнение двух реакций: 
 аминокислота + тРНК + АТФ → аминоацил-тРНК + АМФ + PPi

## Механизм аминоацилирования
Сначала в активном центре синтетазы связываются соответствующая аминокислота и АТФ. Из трёх фосфатных групп АТФ две отщепляются, образуя молекулу пирофосфата (PPi), а на их место становится аминокислота. Образованное соединение (аминоацил-аденилат) состоит из ковалентно связанных высокоэнергетической связью аминокислотного остатка и АМФ. Энергии, содержащейся в этой связи, хватает на все дальнейшие этапы, необходимые для того, чтобы аминокислотный остаток занял своё место в полипептидной цепи (то есть в белке). Аминоацил-аденилаты нестабильны и легко гидролизуются, если диссоциируют из активного центра синтетазы.
Когда аминоацил-аденилат сформирован, с активным центром синтетазы связывается 3′-конец тРНК, антикодон которой соответствует активируемой этой синтетазой аминокислоте. Происходит перенос аминокислотного остатка с аминоацил-аденилата на 2′- либо 3′-ОН группу рибозы, входящей в состав последнего на 3′-конце аденина тРНК. Таким образом синтезируется аминоацил-тРНК, то есть тРНК, несущая ковалентно присоединённый аминокислотный остаток. От аминоацил-аденилата при этом остаётся только АМФ. И аминоацил-тРНК, и АМФ освобождаются активным центром.

## Безошибочность узнавания аминокислот
Каждая из 20 аминоацил-тРНК синтетаз должна всегда прикреплять к тРНК только свою аминокислоту, узнавая только одну из 20 протеиногенных аминокислот и не связывая другие похожие молекулы, содержащиеся в цитоплазме клетки. Аминокислоты значительно меньше тРНК по размерам, неизмеримо проще по структуре, поэтому их узнавание является значительно большей проблемой, чем узнавание нужной тРНК. В действительности ошибки имеют место, но их уровень не превышает одной на 10 000 — 100 000 синтезированных аминоацил-тРНК.
Некоторые аминокислоты отличаются друг от друга очень слабо, например, лишь одной метильной группой (изолейцин и валин, аланин и глицин). Для таких случаев во многих аминоацил-тРНК синтетазах эволюционировали механизмы, избирательно расщепляющие ошибочно синтезированные продукты. Процесс их распознавания и гидролиза называют редактированием. Избирательное расщепление аминоацил-аденилата называют претрансферным редактированием, так как оно происходит до переноса аминокислотного остатка на тРНК, а расщепление готовой аминоацил-тРНК — посттрансферным редактированием. Претрансферное редактирование, как правило, происходит в том же активном центре, что и аминоацилирование. Посттрансферное редактирование требует попадания 3′-конца аминоацил-тРНК с прикреплённым к нему остатком аминокислоты во второй активный центр аминоацил-тРНК синтетазы — редактирующий. Этот второй активный центр есть не у всех аминоацил-тРНК синтетаз, а у тех, у которых есть, находится в отдельном домене глобулы фермента. Встречаются также свободно плавающие ферменты, участвующие в посттрансферном редактировании. После гидролиза разъединённые аминокислота и тРНК (или аминокислота и АМФ) высвобождаются в раствор.

## Классификация
Все аминоацил-тРНК-синтетазы произошли от двух предковых форм и объединены на основе структурного сходства в два класса. Эти классы отличаются по доменной организации, структуре главного (аминоацилирующего) домена, способу связывания и аминоацилирования тРНК.
Аминоацил-тРНК-синтетазы первого класса — ферменты, переносящие остаток аминокислоты на 2′-ОН группу рибозы; второго класса — ферменты, переносящие остаток аминокислоты на 3′-ОН группу концевой рибозы тРНК.
Аминоацилирующий домен аминоацил-тРНК-синтетаз 1-го класса образован так называемой укладкой Россмана, в основе которой лежит параллельный β-лист. Ферменты 1-го класса являются в большинстве случаев мономерами. 76-й аденозин тРНК они аминоацилируют по 2′-ОН группе.
Ферменты 2-го класса имеют в основе структуры аминоацилирующего домена антипараллельный β-лист. Как правило, они являются димерами, то есть имеют четвертичную структуру. За исключением фенилаланил-тРНК синтетазы, все они аминоацилируют 76-й аденозин тРНК по 3′-ОН группе.
Аминокислоты по классам аминоацил-тРНК-синтетаз:
- Класс I: валин, изолейцин, лейцин, цистеин, метионин, глутамат, глутамин, аргинин, тирозин, триптофан
- Класс II: глицин, аланин, пролин, серин, треонин, аспартат, аспарагин, гистидин, фенилаланин

Для аминокислоты лизин существуют аминоацил-тРНК-синтетазы обоих классов.
Каждый класс дополнительно делится на 3 подкласса — a, b и c по структурному сходству.
Зачастую аминоацил-тРНК-синтетазы одной и той же специфичности (напр., пролил-тРНК синтетаза) существенно отличаются друг у друга у бактерий, архебактерий и эукариот. Тем не менее, ферменты одной специфичности почти всегда более сходны между собой, чем с ферментами других специфичностей. Исключение составляют две различные лизил-тРНК синтетазы, одна из которых относится к 1-му классу, а другая — ко 2-му.
| КФ       | Фермент                                                 | Аминокислота    | Ген, Homo sapiens |
| -------- | ------------------------------------------------------- | --------------- | ----------------- |
| 6.1.1.1  | тирозил-тРНК синтетаза                                  | тирозин         | YARS              |
| 6.1.1.2  | триптофанил-тРНК синтетаза                              | триптофан       | WARS              |
| 6.1.1.3  | треонил-тРНК синтетаза                                  | треонин         | TARS              |
| 6.1.1.4  | лейцил-тРНК синтетаза                                   | лейцин          | LARS              |
| 6.1.1.5  | изолейцил-тРНК синтетаза                                | изолейцин       | IARS              |
| 6.1.1.6  | лизил-тРНК синтетаза                                    | лизин           | KARS              |
| 6.1.1.7  | аланин-тРНК синтетаза                                   | аланин          | AARS              |
| 6.1.1.9  | валил-тРНК синтетаза                                    | валин           | VARS              |
| 6.1.1.10 | метионил-тРНК синтетаза                                 | метионин        | MARS              |
| 6.1.1.11 | серил-тРНК синтетаза                                    | серин           | SARS              |
| 6.1.1.12 | аспартил-тРНК синтетаза                                 | аспартат        | DARS              |
| 6.1.1.14 | глицил-тРНК синтетаза                                   | глицин          | GARS              |
| 6.1.1.15 | пролил-тРНК синтетаза, глутамил-пролил-тРНК синтетаза   | пролин          | PARS2, EPRS1      |
| 6.1.1.16 | цистеил-тРНК синтетаза                                  | цистеин         | CARS              |
| 6.1.1.17 | глутамил-тРНК синтетаза, глутамил-пролил-тРНК синтетаза | глутамат        | EARS2, EPRS1      |
| 6.1.1.18 | глутаминил-тРНК синтетаза                               | глутамин        | QARS              |
| 6.1.1.19 | аргинил-тРНК синтетаза                                  | аргинин         | RARS              |
| 6.1.1.20 | фенилаланил-тРНК синтетаза                              | фенилаланин     | FARSA, FARSB      |
| 6.1.1.21 | гистидил-тРНК синтетаза                                 | гистидин        | HARS              |
| 6.1.1.22 | аспарагинил-тРНК синтетаза                              | аспарагин       | NARS              |
| 6.1.1.23 | аспартил-тРНК-Asn синтетаза                             | аспартат        | нет у человека    |
| 6.1.1.24 | глутамил-тРНК-Gln синтетаза                             | глутамат        | нет у человека    |
| 6.1.1.26 | пирролизил-тРНК-Pyl синтетаза                           | пирролизин      | нет у человека    |
| 6.1.1.27 | O-фосфо-L-серил-тРНК синтетаза                          | O-фосфо-L-серин | нет у человека    |

## Доменная организация
Каждая молекула аминоацил-тРНК синтетазы состоит из двух основных доменов — аминоацилирующего, в котором располагается активный центр и происходят реакции, и антикодон-связывающего, узнающего последовательность антикодона тРНК. Также часто встречаются редактирующие домены, служащие для гидролиза аминоацил-тРНК, несущих не тот аминокислотный остаток, и другие домены.

## Эволюция
В добелковой жизни (РНК-мире) функцию аминоацил-тРНК синтетаз выполняли, по всей видимости, рибозимы, то есть молекулы РНК, обладающие каталитическими свойствами. В настоящее время такие молекулы воссозданы в лаборатории методом «эволюции в пробирке». После становления основных элементов аппарата белкового синтеза функция аминоацилирования тРНК перешла к белковым молекулам, восходящим к двум предковым последовательностям. Первоначально эти ферменты состояли только из одного, аминоацилирующего, домена. По мере становления генетического кода росло разнообразие аминоацил-тРНК синтетаз и повышались требования к их специфичности. Это и привело к включению в их структуру дополнительных доменов. Первичная последовательность аминоацил-тРНК синтетаз за время их эволюции дивергировала очень существенно, что, впрочем, не помешало обнаружить в пределах каждого из классов гомологию как первичной последовательности, так и третичной (пространственной) структуры.

## Технологические перспективы
Мутантные аминоацил-тРНК синтетазы и тРНК используются для включения в белки аминокислот, не предусмотренных генетическим кодом.